# Liga LGT 2022
La temporada 2022 de la Liga LGT es la decimoctava edición de la competición de traineras organizada por la Liga Noroeste de Traineras. Compitieron 19 equipos encuadrados en dos grupos. La temporada regular comenzó el 18 de junio en Sangenjo (Pontevedra) y terminó el 21 de agosto en Cesantes (Pontevedra). Posteriormente, se disputaron los play-off para el ascenso a la Liga ACT y entre los dos grupos de la Liga LGT.

## Sistema de competición
La Liga LGT está dividida en 2 grupos cada uno de los cuales disputa un calendario de regatas propio. Al finalizar la liga regular y para decidir los ascensos y descensos entre la Liga ACT y los 2 grupos de la Liga LGT se disputan sendos play-off:
- Play-off de ascenso a Liga ACT: se disputan 2 plazas en la Liga ACT entre el penúltimo clasificado de dicha competición, ya que el último desciende directamente, los 2 primeros del Grupo A y los 2 primeros del Grupo 1 de la Liga ARC.
- Play-off entre grupos LGT: el campeón del Grupo B asciende directamente al Grupo A; y la última plaza del Grupo A se disputa entre los dos últimos clasificados del Grupo A y el segundo y tercero del Grupo B. Estas regatas se disputan junto el Trofeo Teresa Herrera.

La regata Trofeo Teresa Herrera fue incluida en ambos grupos no siendo puntuable para el Grupo B.

## Calendario
Las siguientes regatas tuvieron lugar en 2022.

### Grupo A
| Orden | Regata                                               | Fecha        | Hora  | Localidad            | Provincia  |
| ----- | ---------------------------------------------------- | ------------ | ----- | -------------------- | ---------- |
| 1     | I Bandera Concejo de Sangenjo                        | 18 de junio  | 17:00 | Sangenjo             | Pontevedra |
| 2     | IX Bandera Bahía de Mera                             | 25 de junio  | 17:30 | Mera                 | La Coruña  |
| 3     | VIII Bandera Marina Cabo de Cruz - Concejo de Boiro  | 26 de junio  | 12:00 | Boiro                | La Coruña  |
| 4     | XL Bandera Concejo de Moaña                          | 3 de julio   | 12:00 | Meira                | Pontevedra |
| 5     | XIX Bandera Concejo de Rianjo                        | 10 de julio  | 17:30 | Rianjo               | La Coruña  |
| 6     | XVII Bandera Concejo de Puebla                       | 17 de julio  | 17:30 | Puebla del Caramiñal | La Coruña  |
| 7     | XXVII Bandera Concejo de Bueu                        | 24 de julio  | 17:00 | Bueu                 | Pontevedra |
| 8     | IV Bandera Chapela - Concejo de Redondela            | 30 de julio  | 18:30 | Chapela              | Pontevedra |
| 9     | XI Bandera Virgen del Carmen                         | 31 de julio  | 17:00 | El Grove             | Pontevedra |
| 10    | IV Bandera Ciudad de Narón                           | 13 de agosto | 17:00 | Narón                | La Coruña  |
| 11    | VIII Bandera Isla de Samertolameu - Concejo de Moaña | 14 de agosto | 12:00 | Meira                | Pontevedra |
| 12    | VI Bandera Concejo de Mugardos                       | 20 de agosto | 18:00 | Mugardos             | La Coruña  |
| 13    | XXXVI Bandera Concejo de Redondela                   | 21 de agosto | 12:00 | Cesantes             | Pontevedra |
| 14    | XXXVI Trofeo Teresa Herrera                          | 27 de agosto | 19:00 | La Coruña            | La Coruña  |

### Grupo B
| Orden | Regata                                       | Fecha        | Hora  | Localidad         | Provincia  |
| ----- | -------------------------------------------- | ------------ | ----- | ----------------- | ---------- |
| 1     | I Bandera Concejo de Sangenjo                | 18 de junio  | 17:00 | Sangenjo          | Pontevedra |
| 2     | XXXII Bandera Concejo de Cangas              | 9 de julio   | 18:00 | Cangas de Morrazo | Pontevedra |
| 3     | VI Bandera Concejo de Cedeira                | 16 de julio  | 17:30 | Cedeira           | La Coruña  |
| 4     | XI Bandera Salgado Congelados                | 23 de julio  | 17:30 | Perillo           | La Coruña  |
| 5     | XXXVIII Bandera Concejo de El Grove          | 30 de julio  | 17:30 | El Grove          | Pontevedra |
| 6     | II Bandera Isla de Samertolameu - Fandicosta | 13 de agosto | 18:00 | Meira             | Pontevedra |
| 7     | XXXIV Bandera Princesa de Asturias           | 14 de agosto | 19:30 | Castropol         | Asturias   |
| 8     | VI Bandera Muros de San Pedro                | 20 de agosto | 18:00 | Muros             | La Coruña  |

La XI Bandera Salgado Congelados fue inicialmente programada para disputarse el día 2 de julio, pero debido a las condiciones de fuerte viento fue aplazada al día 23 del mismo mes.

### Play-off de ascenso a Liga ACT
| Orden | Regata      | Fecha            | Hora  | Provincia |
| ----- | ----------- | ---------------- | ----- | --------- |
| 1     | Bermeo      | 17 de septiembre | 18:10 | Vizcaya   |
| 2     | Portugalete | 18 de septiembre | 11:50 | Vizcaya   |

### Play-off entre grupos
| Orden | Regata    | Fecha        | Hora  | Localidad | Provincia |
| ----- | --------- | ------------ | ----- | --------- | --------- |
| 1     | Jornada 1 | 27 de agosto | 17:00 | La Coruña | La Coruña |
| 2     | Jornada 2 | 28 de agosto | 11:00 | La Coruña | La Coruña |

Estas regatas se disputan dentro del XXXVI Trofeo Teresa Herrera, en tandas separadas.

## Traineras participantes

### Grupo A
| Equipo               | Nombre de la Trainera | Localidad            | Provincia  | Localización de los equipos del Grupo A                                               |
| -------------------- | --------------------- | -------------------- | ---------- | ------------------------------------------------------------------------------------- |
| Puebla               | Carmela               | Puebla del Caramiñal | La Coruña  | Puebla Cabo Mecos Rianxo Bueu Samertolameu Tiran Chapela Cesantes Mera Mugardos Narón |
| Cabo de Cruz         | Cabo da Cruz          | Boiro                | La Coruña  | Puebla Cabo Mecos Rianxo Bueu Samertolameu Tiran Chapela Cesantes Mera Mugardos Narón |
| Mecos                | Mequiña               | El Grove             | Pontevedra | Puebla Cabo Mecos Rianxo Bueu Samertolameu Tiran Chapela Cesantes Mera Mugardos Narón |
| Rianxo               | Concello de Rianxo    | Rianjo               | La Coruña  | Puebla Cabo Mecos Rianxo Bueu Samertolameu Tiran Chapela Cesantes Mera Mugardos Narón |
| Bueu-Teccarsa        | Maruxia               | Bueu                 | Pontevedra | Puebla Cabo Mecos Rianxo Bueu Samertolameu Tiran Chapela Cesantes Mera Mugardos Narón |
| Samertolameu-Oversea | A Terca               | Meira                | Pontevedra | Puebla Cabo Mecos Rianxo Bueu Samertolameu Tiran Chapela Cesantes Mera Mugardos Narón |
| Tirán-Pereira        | Pereira               | Tirán                | Pontevedra | Puebla Cabo Mecos Rianxo Bueu Samertolameu Tiran Chapela Cesantes Mera Mugardos Narón |
| Chapela-Wofco        | Arealonga             | Redondela            | Pontevedra | Puebla Cabo Mecos Rianxo Bueu Samertolameu Tiran Chapela Cesantes Mera Mugardos Narón |
| Cesantes-Rodavigo    | San Pedro             | Cesantes             | Pontevedra | Puebla Cabo Mecos Rianxo Bueu Samertolameu Tiran Chapela Cesantes Mera Mugardos Narón |
| Mera                 | A Mariñeira           | Meca                 | La Coruña  | Puebla Cabo Mecos Rianxo Bueu Samertolameu Tiran Chapela Cesantes Mera Mugardos Narón |
| Mugardos             | Bestarruza            | Mugardos             | La Coruña  | Puebla Cabo Mecos Rianxo Bueu Samertolameu Tiran Chapela Cesantes Mera Mugardos Narón |
| Narón                | Punta Caleira         | Narón                | La Coruña  | Puebla Cabo Mecos Rianxo Bueu Samertolameu Tiran Chapela Cesantes Mera Mugardos Narón |

Los clubes participantes están ordenados geográficamente, de oeste a este.

### Grupo B
| Equipo                 | Nombre de la Trainera | Localidad         | Provincia  | Localización de los equipos del Grupo B                                |
| ---------------------- | --------------------- | ----------------- | ---------- | ---------------------------------------------------------------------- |
| Muros                  | Muradana              | Muros             | La Coruña  | Muros Amegrove Vila de Cangas Samertolameu B Perillo Cedeira Castropol |
| Amegrove               | Pabliño               | El Grove          | Pontevedra | Muros Amegrove Vila de Cangas Samertolameu B Perillo Cedeira Castropol |
| Vila de Cangas         | Balea                 | Cangas de Morrazo | Pontevedra | Muros Amegrove Vila de Cangas Samertolameu B Perillo Cedeira Castropol |
| Samertolameu-Oversea B | A Terca               | Meira             | Pontevedra | Muros Amegrove Vila de Cangas Samertolameu B Perillo Cedeira Castropol |
| Perillo-Salgado        | Perillo               | Perillo           | La Coruña  | Muros Amegrove Vila de Cangas Samertolameu B Perillo Cedeira Castropol |
| Cedeira                | Candieira             | Cedeira           | La Coruña  | Muros Amegrove Vila de Cangas Samertolameu B Perillo Cedeira Castropol |
| Castropol              | Ría del Eo            | Castropol         | Asturias   | Muros Amegrove Vila de Cangas Samertolameu B Perillo Cedeira Castropol |

Los clubes participantes están ordenados geográficamente, de oeste a este.

### Equipos por provincia
| Provincia  | Grupo | N. | Equipos                                                                            |
| ---------- | ----- | -- | ---------------------------------------------------------------------------------- |
| La Coruña  | A     | 6  | Cabo de Cruz, Mera, Mugardos, Narón, Puebla, Rianxo                                |
| La Coruña  | B     | 3  | Cedeira, Muros, Perillo-Salgado                                                    |
| La Coruña  | TOTAL | 9  |                                                                                    |
| Pontevedra | A     | 6  | Bueu, Cesantes-Rodavigo, Chapela-Wofco, Mecos, Samertolameu-Oversea, Tirán-Pereira |
| Pontevedra | B     | 3  | Amegrove, Vila de Cangas, Samertolameu-Oversea B                                   |
| Pontevedra | TOTAL | 9  |                                                                                    |
| Asturias   | A     | -  | -                                                                                  |
| Asturias   | B     | 1  | Castropol                                                                          |
| Asturias   | TOTAL | 1  |                                                                                    |

### Ascensos y descensos
Al no inscribirse la trainera de la Asociación Deportiva Esteirana y renunciar los clubes con derecho a ascenso al haber participado en el play-off de la temporada anterior, Club de Remo Muros y Club de Remo Cedeira, la Liga Gallega de Traineras abrió la opción de que ascendiese otro club del Grupo B que así lo solicitase. Únicamente el Club de Remo Chapela manifestó su interés por lo que lo que ocupó la vacante del Grupo A, modificándose el sistema de accesos y descensos.
| Pos. | Ascendidos de Grupo B |
| ---- | --------------------- |
| 1.º  | Narón                 |
| 2.º  | Mugardos              |
| 7.º  | Chapela-Wofco         |

| Pos. | Descendido de liga ACT |
| ---- | ---------------------- |
| 11.º | Tirán-Pereira          |

| Pos. | Club de Grupo A no inscrito |
| ---- | --------------------------- |
| 10.º | Esteirana                   |

| Pos. | Descendidos de Grupo A |
| ---- | ---------------------- |
| 11.º | Muros                  |
| 12.º | Perillo                |

| Pos. | Clubes de Grupo B no inscritos |
| ---- | ------------------------------ |
| 8.º  | Virxe da Guía                  |
| 10.º | Puebla B                       |
| 11.º | A Cabana - Ferrol              |

     Ascenso directo.

     Ascenso después de play-off.

     Descenso directo ordinario.

     Descenso después de play-off.

     Descenso administrativo o desaparición.

## Clasificación

### Grupo A
A continuación se recoge la clasificación en cada una de las regatas disputadas.
Los puntos se reparten entre los doce participantes en cada regata.
| Posición | 1.º | 2.º | 3.º | 4.º | 5.º | 6.º | 7.º | 8.º | 9.º | 10.º | 11.º | 12.º |
| -------- | --- | --- | --- | --- | --- | --- | --- | --- | --- | ---- | ---- | ---- |
| Puntos   | 12  | 11  | 10  | 9   | 8   | 7   | 6   | 5   | 4   | 3    | 2    | 1    |

| Pos. | Club                 | Trainera           | 1 SJO | 2 MER | 3 BOI | 4 MOA | 5 RIA | 6 PUE | 7 BUE | 8 CHA | 9 CAR | 10 NAR | 11 SAM | 12 MUG | 13 RED | 14 HER | Puntos |
| ---- | -------------------- | ------------------ | ----- | ----- | ----- | ----- | ----- | ----- | ----- | ----- | ----- | ------ | ------ | ------ | ------ | ------ | ------ |
| 1    | Samertolameu-Oversea | A Terca            | 2     | 2     | 2     | 2     | 1     | 2     | 2     | 2     | 1     | 2      | 1      | 3      | 1      | 1      | 156    |
| 2    | Bueu-Teccarsa        | Maruxia            | 1     | 1     | 3     | 1     | 2     | 1     | 1     | 1     | 2     | 1      | 2      | 1      | 7      | 2      | 154    |
| 3    | Tirán-Pereira        | Pereira            | 3     | 3     | 1     | 3     | 3     | 3     | 3     | 3     | 3     | 3      | 3      | 2      | 8      | 3      | 136    |
| 4    | Chapela-Wofco        | Arealonga          | 9     | 5     | 5     | 5     | 4     | 5     | 4     | 5     | 4     | 4      | 4      | 6      | 12     | 4      | 104    |
| 5    | Cabo de Cruz         | Cabo da Cruz       | 4     | 8     | 4     | 7     | 6     | 4     | 5     | 6     | 7     | 7      | 6      | 5      | 5      | 6      | 100    |
| 6    | Rianxo               | Concello de Rianxo | 5     | 7     | 7     | 8     | 7     | 8     | 8     | 4     | 5     | 6      | 7      | 4      | 2      | 7      | 95     |
| 7    | Mecos                | Mequiña            | 8     | 6     | 6     | 6     | 8     | 7     | 6     | 7     | 6     | 8      | 5      | 7      | 3      | 5      | 92     |
| 8    | Mera                 | A Mariñeira        | 6     | 4     | 8     | 4     | 5     | 6     | 9     | 9     | 8     | 5      | 8      | 10     | 6      | 8      | 84     |
| 9    | Narón                | Punta Caleira      | 7     | 9     | 9     | 9     | 9     | 9     | 10    | 8     | 9     | 10     | 11     | 9      | 9      | 10     | 52     |
| 10   | Cesantes-Rodavigo    | San Pedro          | 10    | 12    | 11    | 11    | 10    | 10    | 12    | 11    | 12    | 9      | 9      | 8      | 4      | 9      | 42     |
| 11   | Puebla               | Carmela            | 11    | 10    | 10    | 12    | 12    | 11    | 7     | 12    | 10    | 11     | 10     | 12     | 10     | DNP    | 31     |
| 12   | Mugardos             | Bestarruza         | 12    | 11    | 12    | 10    | 11    | 12    | 11    | 10    | 11    | 12     | 12     | 11     | 11     | DNP    | 23     |

| Color     | Resultado                        |
| --------- | -------------------------------- |
| Oro       | Ganador                          |
| Plata     | Segundo                          |
| Bronce    | Tercero                          |
| Verde     | Puntuó                           |
| Negro     | DSQ - Descalificado              |
| Blanco    | C - Regata cancelada             |
| Sin color | DNP - Inscrito pero no participó |

| Evolución de la clasificación general del Grupo A                |                                                                  |
| ---------------------------------------------------------------- | ---------------------------------------------------------------- |
| Gráfico no disponible temporalmente debido a problemas técnicos. |                                                                  |
|                                                                  | Gráfico no disponible temporalmente debido a problemas técnicos. |

### Grupo B
A continuación se recoge la clasificación en cada una de las regatas disputadas.
Los puntos se reparten entre los siete participantes en cada regata.
| Posición | 1.º | 2.º | 3.º | 4.º | 5.º | 6.º | 7.º |
| -------- | --- | --- | --- | --- | --- | --- | --- |
| Puntos   | 7   | 6   | 5   | 4   | 3   | 2   | 1   |

| Pos. | Club                   | Trainera   | 1 SJO | 2 CAN | 3 CED | 4 SAL | 5 GRO | 6 FAN | 7 AST | 8 PED | Puntos |
| ---- | ---------------------- | ---------- | ----- | ----- | ----- | ----- | ----- | ----- | ----- | ----- | ------ |
| 1    | Castropol              | Ría del Eo | 1     | 1     | C     | 1     | 1     | 1     | 1     | 1     | 49     |
| 2    | Samertolameu-Oversea B | A Terca    | 2     | 2     | C     | 2     | 3     | 2     | 2     | 2     | 41     |
| 3    | Amegrove               | Pabliño    | 5     | 3     | C     | 3     | 2     | 3     | 4     | 3     | 33     |
| 4    | Cedeira                | Candieira  | 3     | 4     | C     | 4     | 4     | 4     | 3     | 5     | 29     |
| 5    | Vila de Cangas         | Balea      | 4     | DSQ   | C     | 5     | 5     | 5     | 5     | 4     | 20     |
| 6    | Perillo-Salgado        | Perillo    | 6     | 6     | C     | 6     | 6     | 6     | 6     | 7     | 13     |
| 7    | Muros                  | Muradana   | 7     | 5     | C     | DNP   | 7     | 7     | 7     | 6     | 9      |

En la Bandera Concejo de Cangas, la trainera local de Vila de Cangas fue descalificada por invadir la calle de Cedeira.
La trainera de Muros no se presentó a la Bandera Salgado Congelados.
| Evolución de la clasificación general del Grupo B                |                                                                  |
| ---------------------------------------------------------------- | ---------------------------------------------------------------- |
| Gráfico no disponible temporalmente debido a problemas técnicos. |                                                                  |
|                                                                  | Gráfico no disponible temporalmente debido a problemas técnicos. |

### Play-off de ascenso a Liga ACT
Los puntos se reparten entre los cinco participantes en cada regata.
| Posición | 1.º | 2.º | 3.º | 4.º | 5.º |
| -------- | --- | --- | --- | --- | --- |
| Puntos   | 5   | 4   | 3   | 2   | 1   |

| Pos. | Club                    | Trainera         | 1 BER | 2 POR | Puntos |
| ---- | ----------------------- | ---------------- | ----- | ----- | ------ |
| 1    | Lekittarra-Elecnor      | Lekittarra       | 1     | 2     | 9      |
| 2    | Samertolameu-Fandicosta | Meira Mar        | 2     | 1     | 9      |
| 3    | Bueu-Teccarsa           | Maruxia          | 3     | 3     | 6      |
| 4    | San Pedro               | Libia            | 4     | 5     | 3      |
| 5    | Pedreña                 | Seve Ballesteros | 5     | 4     | 3      |

Tras la suma de los tiempos de las dos jornadas, Lekittarra-Elecnor logra la primera plaza y San Pedro la cuarta.

### Play-off entre grupos
Los puntos se reparten entre los cuatro participantes en cada regata.
| Posición | 1.º | 2.º | 3.º | 4.º |
| -------- | --- | --- | --- | --- |
| Puntos   | 4   | 3   | 2   | 1   |

| Pos. | Club                   | Trainera   | 1 JO1 | 2 JO2 | Puntos |
| ---- | ---------------------- | ---------- | ----- | ----- | ------ |
| 1    | Samertolameu-Oversea B | A Terca    | 1     | 1     | 8      |
| 2    | Puebla                 | Carmela    | 2     | 2     | 6      |
| 3    | Amegrove               | Pabliño    | 3     | 3     | 4      |
| 4    | Mugardos               | Bestarruza | 4     | 4     | 2      |